# Вилхелм I фон Кастел
Вилхелм I фон Кастел (на немски: Wilhelm I zu Castell; † 1 май 1399) от род Кастел е от 1363 г. до смъртта си владетел на графство Кастел. До 1376 г. той управлява заедно с чичо си Фридрих III.

## Биография
Той е син на граф Херман III фон Кастел († 1363/1365) и съпругата му Лукард († сл. 1373).
През 1388 г. Вилхелм се бие против град Виндсхайм.

## Фамилия
Вилхелм I се жени ок. 1390 г. за вдовицата на чичо му Фридрих III фон Кастел, Аделхайд фон Насау-Хадамар (* ок. 1345; † пр. 1416), дъщеря на граф Йохан II фон Насау-Хадамар († 1364/1365) и Елизабет фон Валдек († 1374/1385). 
Те имат една дъщеря:
- Маргарета [3]